# Promotor de justiça
O promotor de justiça, também conhecido por promotor público, procurador, advogado do Estado ou outras variantes, é um profissional judiciário que representa os interesses legais do Estado e do público em geral, perante os tribunais. 
As designações destes profissionais variam conforme a jurisdição, sendo que em muitas delas, "promotor", "procurador" e outras variações são atualmente usadas de forma indiferenciada como referência à mesma profissão judiciária. Historicamente, contudo, "promotor" e "procurador" designavam profissões ou funções legais distintas, a primeira referindo-se ao profissional que representava os interesses gerais do povo e a segunda ao profissional que representava os interesses particulares do respetivo Estado ou Governo. Assim, o promotor atuava geralmente como acusador público em matérias de direito criminal, enquanto que o procurador atuava geralmente como defensor do Estado em matérias de direito civil.
O promotor de justiça é é o principal representante legal da acusação nos países que adotam um sistema baseado no contraditório, como no common law (os principais são Estados Unidos e Reino Unido) ou o baseado em inquérito, como no sistema romano-germânico, baseado em códigos (tal como nos países da Europa continental e da América Latina, dentre outros). A promotoria é a parte responsável por lei para oferecer acusação (denúncia) contra um indivíduo suspeito de contrariar a lei em um julgamento criminal, ou defender, em juízo ou extrajudicialmente, os interesses coletivos da sociedade, individuais indisponíveis ou de incapazes. Atuam como parte ou como fiscal da aplicação da lei. Os promotores ou advogados do Estado são funcionários públicos.
Procuradores da justiça conduzem investigações, inquéritos, e apresentam acusações no tribunal, onde atuam como representantes da acusação. O Advogado do Estado examina os resultados da investigação da polícia, cenas de crime avaliados, se necessário, analisa arquivos e apresenta fatos, questões necessárias, mandados de busca e pesa argumentos pró e contra os possíveis autores, um contra o outro. Se os fatos falam convincentemente por um crime, é ele que traz acusações no tribunal. Se há uma convicção, ele inicia a execução da sentença.
Cidadãos com um diploma de direito podem trabalhar como Promotores e Procuradores de Justiça. De forma similar ao juiz, promotores não estão vinculados às instruções oficiais de seus superiores (por exemplo, o Procurador Geral).

## Sistemas decommon law
O sistema da "common law" baseia-se na aplicação do chamado "direito consuetudinário", não havendo regras escritas a serem seguidas. As decisões dos Tribunais, principalmente os Superiores, "guiam" as decisões das instâncias inferiores. Assim, o Juiz julga conforme os chamados "precedentes".

## Sistemas romano-germânicos
Os promotores de justiça são tipicamente funcionários públicos que possuem um diploma universitário em Direito, além de treinamento adicional na administração da justiça. Em alguns países, tais como a França, pertencem ao mesmo quadro de carreira que os juízes.

### Brasil
O Brasil adota sistema com Ministério Público da União (art. 128, I, da Constituição) e os Ministérios Públicos dos Estados (art. 128, II, da Constituição). Em nível federal, os membros são chamados procuradores da República e atuam perante juízes federais (Justiça Federal, Justiça do Trabalho e tribunais superiores), com exceção do Ministério Público do Distrito Federal e Territórios, que tem composição e atuação equivalente as de ministério público estadual. Já em âmbito estadual, os membros são promotores e procuradores de Justiça; os promotores exercem suas funções na primeira instância (ou primeiro grau) da Justiça - isto é, perante os juízes de direito em cada uma das comarcas ou foros distritais do Estado ou do Distrito Federal - , enquanto os procuradores atuam na segunda instância, isto é, perante os Tribunais de Justiça.
O Ministério Público do Brasil é um órgão do Estado, uno, independente e autônomo, com orçamento, carreira e administração próprios, ou seja, não há vinculação funcional do MP a qualquer dos Poderes do Estado. Na Constituição de 1988, o MP aparece no capítulo Das funções essenciais à Justiça e é o órgão responsável pela defesa da ordem jurídica, cabendo-lhe privativamente a iniciativa da ação penal pública (processos criminais onde o delito é considerado grave o suficiente para que seja apurada a culpa independentemente da vontade ou iniciativa do ofendido).
Os membros do Ministério Público atuam na defesa do patrimônio público, do meio ambiente, dos direitos dos consumidores, do direito econômico, defesa do patrimônio histórico-cultural brasileiro, defesa dos hipossuficientes jurídicos tais como crianças, idosos, minorias, incapazes, dentre muitos outros interesses coletivos de relevância social.
O Brasil apresenta um Ministério Público próprio nos tribunais de contas que não integram nem o ministério público federal, nem estadual, com atuação restrita ao Tribunal de Contas a que atrelado, embora goze das mesmas garantias dos membros do ministério público comum.